# 小行星4100
小行星4100（英語：4100 Sumiko）是一颗围绕太阳公转的小行星。1988年1月16日，T. Hioki、川里信弘在奥多摩町发现了此天体。
这颗小行星的绝对星等为309.00181等。